# Enseignes du groupe Casino

Logo du Groupe Casino.

Les enseignes du groupe Casino comprennent actuellement : Casino, Franprix, Le marché d'à côté, Monoprix, Naturalia, SPAR, Vival.
Elles comprenaient également jusqu'en 2024, Leader Price, Casino Supermarchés et Casino Hyperfrais (Géant Casino).
Et Casino Shop, Le Petit Casino, Petit Casino, Casino Shopping jusqu'en 2025.
Le groupe Casino (ou Casino Guichard Perrachon) est un groupe français de distribution fondé en 1898 par Geoffroy Guichard. À la différence de ses principaux concurrents français, le groupe Casino a fait le pari de développer une stratégie multi-enseignes dans les années 1990 sous l’égide de son Président-directeur général, Jean-Charles Naouri.
Le groupe emploie 28 200 personnes en avril 2024.

## Enseignes actuelles
Sur le périmètre France, le groupe Casino intervient sur divers formats de la grande distribution, comme les supermarchés et les commerces de proximité. Sur ce périmètre France, Casino a réalisé en 2021 un chiffre d'affaires de 14,071 milliards d'euros (soit 46 % de son chiffre d'affaires global).

### Franprix
Franprix est une enseigne de commerces alimentaires française créée en 1958 par Jean Baud, fils d’épiciers franciliens et véritable pionnier du commerce urbain à bas prix. Elle se compose de magasins de proximité de moins de 500 m2 et se concentre essentiellement dans Paris et la petite couronne d'Île-de-France. Elle est aujourd'hui dirigée par Jean-Paul Mochet.
Le groupe Casino fait son entrée au capital de l’enseigne en 1997 et augmente sa participation d’année en année, jusqu’à détenir la totalité des parts en 2007. Cette passation marque le commencement d’une nouvelle ère pour Franprix, qui part à la conquête des autres grandes villes françaises. Cette même année, Casino reprend le management opérationnel de Franprix.
Début 2016, Franprix compte plus de 900 points de vente, dont 90 % en Île-de-France.

### Monoprix
Monoprix est une enseigne de supermarchés essentiellement implantée en centre-ville, fondée en 1932 par Max Heilbronn et dirigée depuis juillet 2019 par Jean-Paul Mochet,. Elle est présente dans 85 % des agglomérations de plus de 50 000 habitants. Elle joue avec une image citadine, voire d'épicerie fine parisienne.
L'enseigne rachète plusieurs chaînes de commerce de proximité, dont Uniprix en 1985 et Prisunic en 1997 avec le soutien financier du groupe Casino qui entre au capital et devient actionnaire à hauteur de 21,6 %.
Le groupe Casino annonce en juin 2012 son souhait de racheter les 50 % de parts détenues par le groupe Galeries Lafayette. Un accord permettra au groupe Casino d'en devenir l'actionnaire unique en 2013.

### Naturalia
Naturalia est une enseigne de distribution française spécialisée dans les produits issus de l'agriculture biologique, du commerce équitable, de l'agriculture biodynamique, ainsi que les cosmétiques biologiques et écoproduits. Créée en 1973 par un couple d'agriculteurs, l'enseigne est aujourd'hui dirigée par Franck Poncet.
Naturalia appartient depuis 2008 à Monoprix, et devient donc, par extension, une enseigne et filiale du groupe Casino.

### Magasins de proximité
Le groupe Casino utilise différents noms pour ses enseignes de proximité à travers la France. Elles sont surtout présents dans les zones rurales, dans les villages, mais aussi dans les grandes villes. Avec une surface de vente allant de 100 m2 à 400 m2, ils proposent des aliments de base, comprenant des grandes marques et des produits de marque de distributeur.
Leur exploitation est assurée par Casino Proximité.

#### Le Petit Casino et Casino Shop
Le groupe possède divers concepts autour des magasins de proximité tels que: Le Petit Casino, Petit Casino, Casino Shop, Casino Shopping, Casino #ToutPrès, Casino #Bio, Casino #Home et L'Epicerie d’à côté.
Le Petit Casino est créée en 1993.
En avril 2011, le groupe Casino annonce une modernisation de l'enseigne Petit Casino. Ainsi, les magasins de plus de 350 m2 (environ 700 magasins) deviennent des Casino Shopping tandis que ceux de taille inférieure à 350 m2 se transforment en Casino Shop. Ce changement fait face à la concurrence accrue par les enseignes concurrentes sur le marché de la proximité. En fin avril 2011, le premier Casino Shopping ouvre à Marseille sur la place du Général-de-Gaulle.[réf. nécessaire]
Le 16 décembre 2020, Casino inaugure à Saint-Étienne, à proximité de son siège social, l'enseigne Casino #ToutPrès. Selon Patricia Bachelier de Linéaires, le groupe mise à travers ce nouveau concept sur le snacking, avec une sélection de produits préparés sur place ou à réchauffer.
En avril 2025, le groupe annonce regrouper sous le seul nom de marque "Casino" les magasins de proximité Petit Casino, Casino shop et Casino#toutprès.

#### Monop’
L'enseigne Monop’ regroupe l'ensemble des supérettes de Monoprix de 300 m2 et moins, implantées dans les quartiers d’affaires et les zones résidentielles. Créée en 2005, l'enseigne a depuis gagné les lieux de flux comme les aires d'autoroutes ou les gares. On dénombre 120 magasins en 2016.
Plusieurs formats sont apparus depuis 2007 autour de l'enseigne Monop’ : Monop’daily en 2007 pour la restauration rapide, Monop’beauty pour les produits de beauté et Monop’station en 2011 pour les gares.

#### Vival
Vival est une enseigne créée en 1989 avant d'être relancée par le groupe Casino en 1999. Elle est implantée principalement dans les petites et moyennes villes ainsi qu'à La Réunion.
La surface se situe entre 60 et 200 m2. L'enseigne compte en 2014 - 3 000 références en moyenne. Elle subit une optimisation de son parc en 2007 avec une fermeture de points de vente.
En 2013, Vival voit son concept rénové, l'enseigne comptait 1 688 magasins en France contre 1 753 en 2009.
Après des années de stagnation, l'enseigne ouvre 250 points de vente en 2014 et ce sont près de 500 unités qui sont visées pour l'année suivante.

#### Casino Express et Casino everyday
Casino Express regroupe les boutiques des stations autoroutières et routières urbaine que le groupe Casino exploite via un partenariat avec Thevenin-Ducrot, une des entreprises gérant des stations-services sous l'enseigne Avia.

#### Marché d’à côté
Marché d’à côté est une enseigne de proximité pour les indépendants créée par Franprix en 2009. Les magasins Marché d’à côté proposent les marques Franprix et Leader Price.

### Restauration

#### À la bonne heure
À la bonne heure est une enseigne de restaurants française avec menus à volonté.

#### Cœur de blé
Cœur de blé est une enseigne de restauration rapide.

#### Les Comptoirs Casino

Logo des Comptoirs Casino.

Les Comptoirs Casino est une enseigne de restaurants en libre-service créée en novembre 2007. L'enseigne est basée sur le concept de restaurant mixte réunissant dans un seul restaurant des comptoirs avec plusieurs ambiances ainsi que différents types de restauration (cuisine française, spécialités étrangères, rôtisserie, desserts, etc.).
En janvier 2009, une déclinaison des "Comptoirs Casino" a été créée, appelée Comptoir Casino Express.
En janvier 2020, la dernière cafétéria "Les Comptoirs Casino", située dans le centre commercial "Centre Deux" à Saint-Étienne ferme ses portes. Elle était la dernière à cette enseigne en dehors du réseau autoroutier.

### Cdiscount
Cdiscount est une entreprise française de commerce en ligne, fondée en 1998 par les frères Charle. L'entreprise est présidée par Emmanuel Grenier. Initialement spécialisée dans la vente de CD d'occasion, elle a depuis élargi son offre avec plus de 30 millions de produits proposés à la vente dans les univers de la maison, du high-tech, du loisir, de la mode et de l'alimentation. Cdiscount est le deuxième acteur du commerce en ligne en France derrière Amazon. Le site a enregistré au premier trimestre 2019 plus de 20 millions de visites uniques moyens par mois et a généré un chiffre d'affaires de 1 965 M€ en 2018.
Cdiscount est depuis février 2000 filiale du Groupe Casino. En septembre 2008, le Groupe Casino a porté sa participation directe et indirecte à 79,6 % du capital et adopté une nouvelle structure avec conseil d'administration, ce dernier étant composé des fondateurs et de représentants de Casino. En janvier 2011, le groupe Casino a racheté la participation des frères Charle dans l'entreprise : le groupe détient depuis la quasi-totalité du capital (participation directe et indirecte à 99,6 %).

## Actionnariats

### GPA
Le groupe Casino est présent sur le marché de la distribution brésilien depuis 1999, avec sa prise de participation minoritaire dans le capital du groupe GPA. Après avoir renforcé sa position en 2005, le groupe Casino devient en juillet 2012 l’unique actionnaire de contrôle de GPA. GPA est aujourd'hui le deuxième acteur du marché, depuis que le groupe Carrefour a racheté les activités du groupe BIG à Walmart en mars 2021.
GPA intervient sur l'ensemble des formats de la grande distribution au Brésil : des grandes surfaces (hypermarchés et supermarchés) au plus petits commerces de proximité avec ses enseignes Extra, CompreBEM et Pão de Açúcar. Cependant, GPA annonce en octobre 2021 céder l'ensemble de son parc d'hypermarchés Extra à sa société sœur Assaí Atacadista.
Assaí Atacadista, spécialisée dans le commerce de gros, est la seconde filiale du groupe Casino au Brésil, depuis son rachat en 2007.

### Spar
Spar, anciennement De Spar  est une enseigne d'origine neerlandaise du secteur de la grande distribution à prédominance alimentaire exploitée en France par le groupe Casino par un accord de licence avec la société hollandaise Spar International.
L'enseigne Spar est généralement concédée par pays à un franchiseur qui s'occupe de l'approvisionnement des commerces franchisés. Le Groupe Casino est le concessionnaire et le franchiseur exclusif sur le territoire français de l'enseigne SPAR.

## Anciennes enseignes

### Enseignes disparues

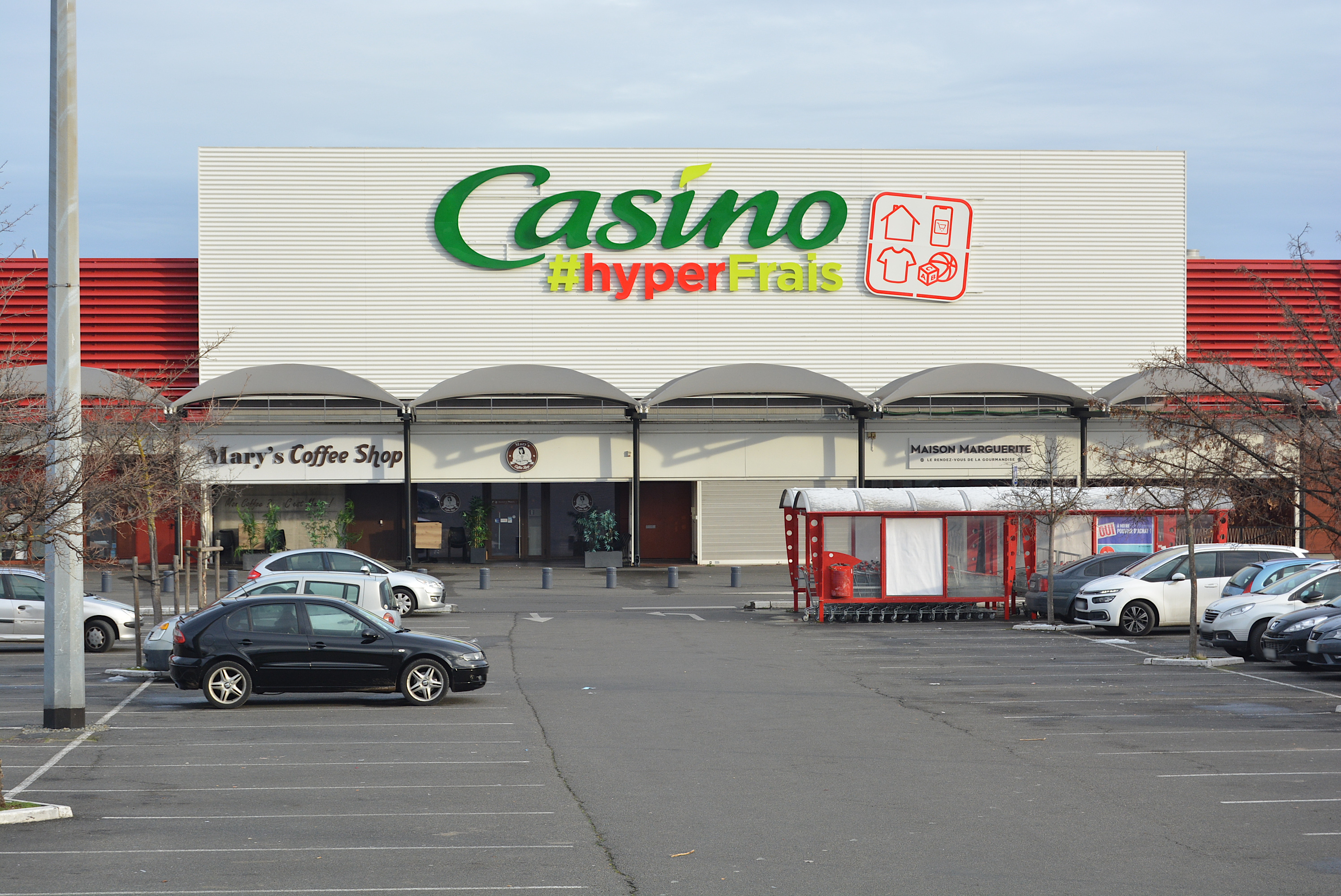
Hypermarché Casino #HyperFrais

#### Hypermarchés

##### Géant Casino
Casino Hyperfrais, anciennement Géant Casino de 1970 à 1993 et de 2007 à 2023 et Géant de 1993 à 2007, est l'une des principales chaînes d'hypermarchés françaises avec Hyper U, Carrefour, E.Leclerc, Auchan, Intermarché .
En 1993, après la décision de rassembler sous la même enseigne les hypermarchés Rallye et Géant Casino, ces hypermarchés passent sous l'enseigne Géant, avant de repasser sous celle de Géant Casino à partir de 2006-2007.
Autrefois symbole de la consommation de masse, le modèle de l'hypermarché traverse une "crise" et fait aujourd'hui de moins en moins recette. Le chiffre d’affaires global des hypermarchés a baissé de 3,3 % entre 2010 et 2018. Cette baisse est évaluée à 30 % pour les produits non-alimentaires (loisirs, l’équipement de la maison et le textile) sur la même période.
Pour remédier à cette perte de vitesse qui touche l'ensemble des acteurs de la distribution, Géant Casino a entamé il y a quelques années une restructuration de son parc de magasins, en réduisant les surfaces de vente, nouant des partenariats avec des marques internes ou externes au groupe Casino, en vendant les murs de magasins ou en cédant un certain nombre de magasins déficitaires.
En août 2019, Géant Casino expérimente un mode de fonctionnement sans caissiers, pour des ouvertures le dimanche après-midi au Géant Casino de la Roseraie à Angers et qui a été le premier hypermarché du groupe à ouvrir ces jours là. Ce mode de fonctionnement a déjà été déployé par Franprix, et Casino Supermarchés, deux autres enseignes du groupe Casino. Cette décision suscite la polémique et alimente le débat sur l'avenir du travail des hôtes et hôtesses de caisse. Depuis, plusieurs autres magasins Géant en France ont adopté ce système.

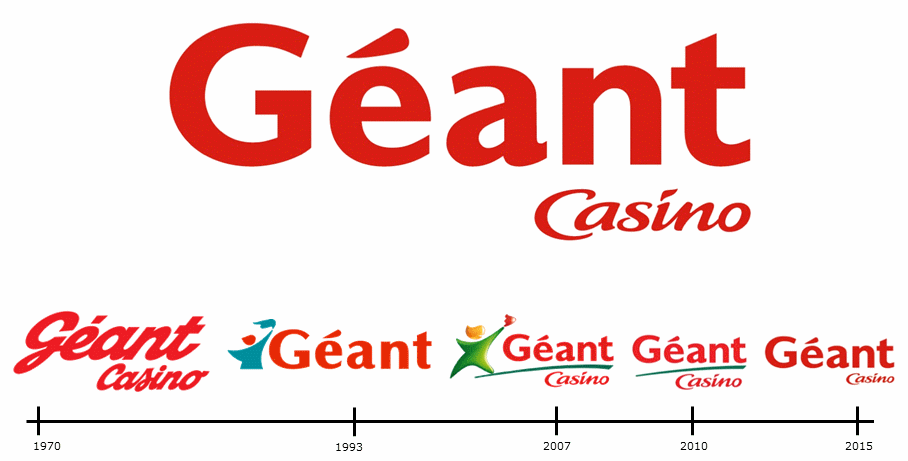
L'évolution de l'identité visuelle de l'enseigne.

Dirigée depuis juillet 2017 par Tina Schuler, l'enseigne a enregistré en 2018 un chiffre d'affaires de 4 537 M€ pour 95 magasins en France, avec une surface de vente moyenne de 7 400 m2.

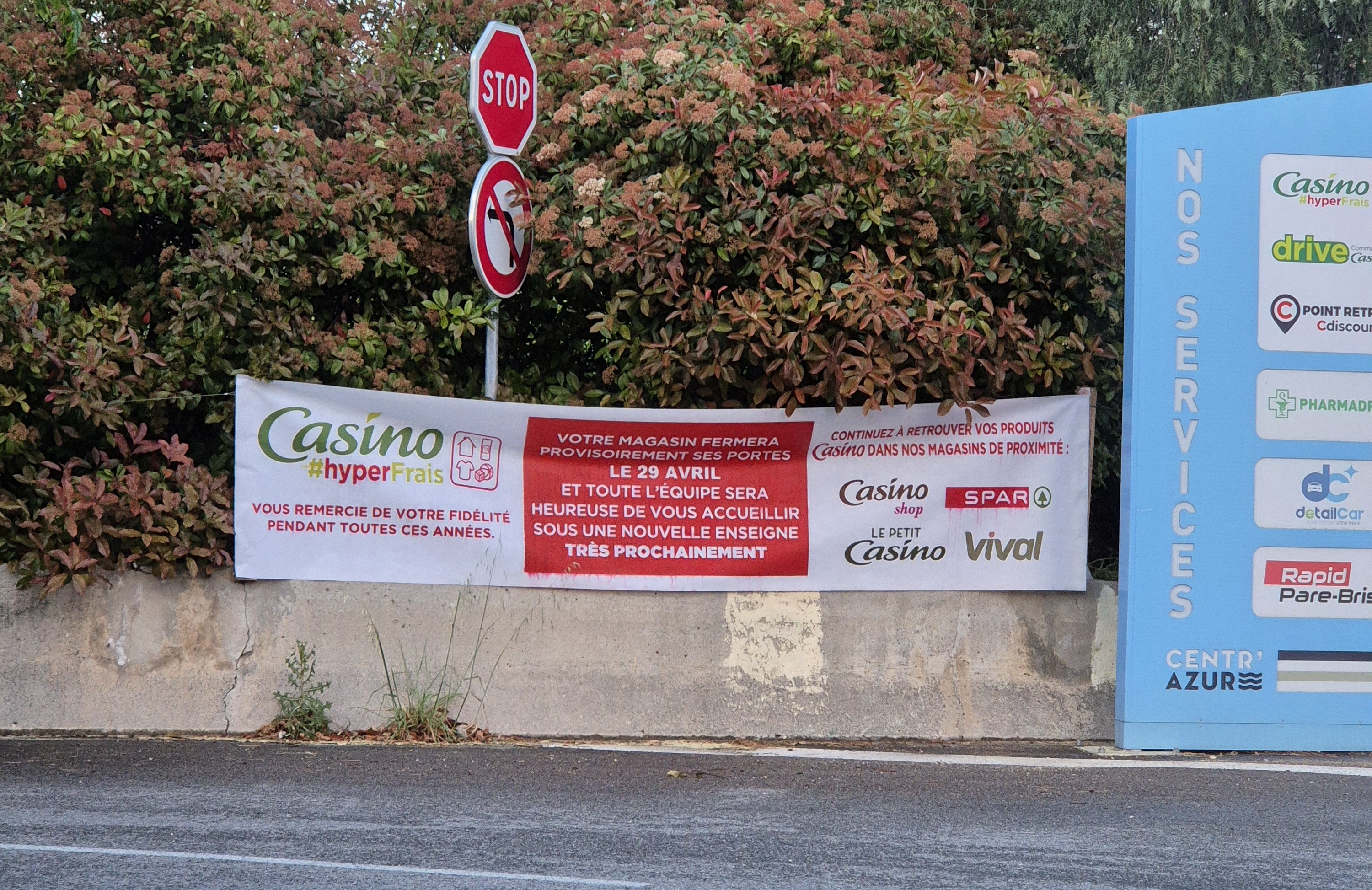
Banderole annonçant la fermeture du Casino #HyperFrais du Centre Azur à Hyères le 29 avril 2024

En juillet 2022, la direction du groupe annonce changer de cap en modifiant le nom de ses enseignes Géant Casino. Entre 2022 et 2023, les 61 magasins restants vont changer de nom pour s’appeler Casino #HyperFrais. Ce nouveau concept vise à faire des hypermarchés Casino #HyperFrais, des spécialistes du frais (objectif de 50% du CA). Casino #HyperFrais propose une gamme de produits large, particulièrement en alimentaire et en produits frais.
En 2023, Mercure International of Monaco a débuté un remplacement des enseignes Géant par Coopérative U au Congo-Brazzaville, au Gabon et au Sénégal .
Pour des raisons financières, le groupe a fermé ou vendu tous ses hypermarchés Casino de France à la concurrence entre juin 2023 et octobre 2024.

##### Hyper Casino
Hyper Casino est une enseigne du groupe Casino créée en 2005 basée à Saint-Étienne. L'enseigne se situe en superficie entre les hypermarchés Casino #HyperFrais et les supermarchés Casino.
Entre l'été 2010 et le début de l'année 2011, les trois seuls hypermarchés Géant Discount prennent l'enseigne Hyper Casino en raison de leurs résultats décevants.
Pour des raisons financières, le groupe a fermé ou vendu tous ses hypermarchés Casino de France à la concurrence entre juin 2023 et octobre 2024.

##### Géant Discount
Géant Discount est une enseigne d'hypermarchés hard-discount du Groupe Casino, qui a existé entre 2005 et 2011. L'objectif premier de cette enseigne est de faire augmenter le chiffre d'affaires des hypermarchés Géant Casino déclinants et déficitaires. Les Géant Casino peu performants deviennent donc Géant Discount. Les magasins qui passent sous Géant Discount se développent sur des surfaces de vente moyennes, de 4 000 à 6 000 m2.
Le premier magasin de ce type est ouvert à Toulouse en 2005. C'était le premier hypermarché discount à voir le jour en France. Sa surface de vente est passée de 8 000 à 6 000 m2. Connaissant une hausse de fréquentation grâce à des prix intéressants, même ceux des marques nationales, l'enseigne se développe petit à petit.
Avec trois magasins en France, l'enseigne était amenée à se développer même si elle n'a jamais été la priorité du groupe. Une autorisation de création (et non plus de reconversion comme précédemment) est même obtenue au Haillan, près de Bordeaux.
Finalement, à l'été 2010, le Géant Discount de Boissy-Saint-Léger devient Hyper Casino. Fin 2010, c'est au tour de l'hypermarché de Marmande de faire de même. Enfin l'enseigne disparaît définitivement avec le passage sous l'enseigne Hyper Casino du magasin de Toulouse-Basso Cambo en janvier 2011.

#### Casino Supermarché

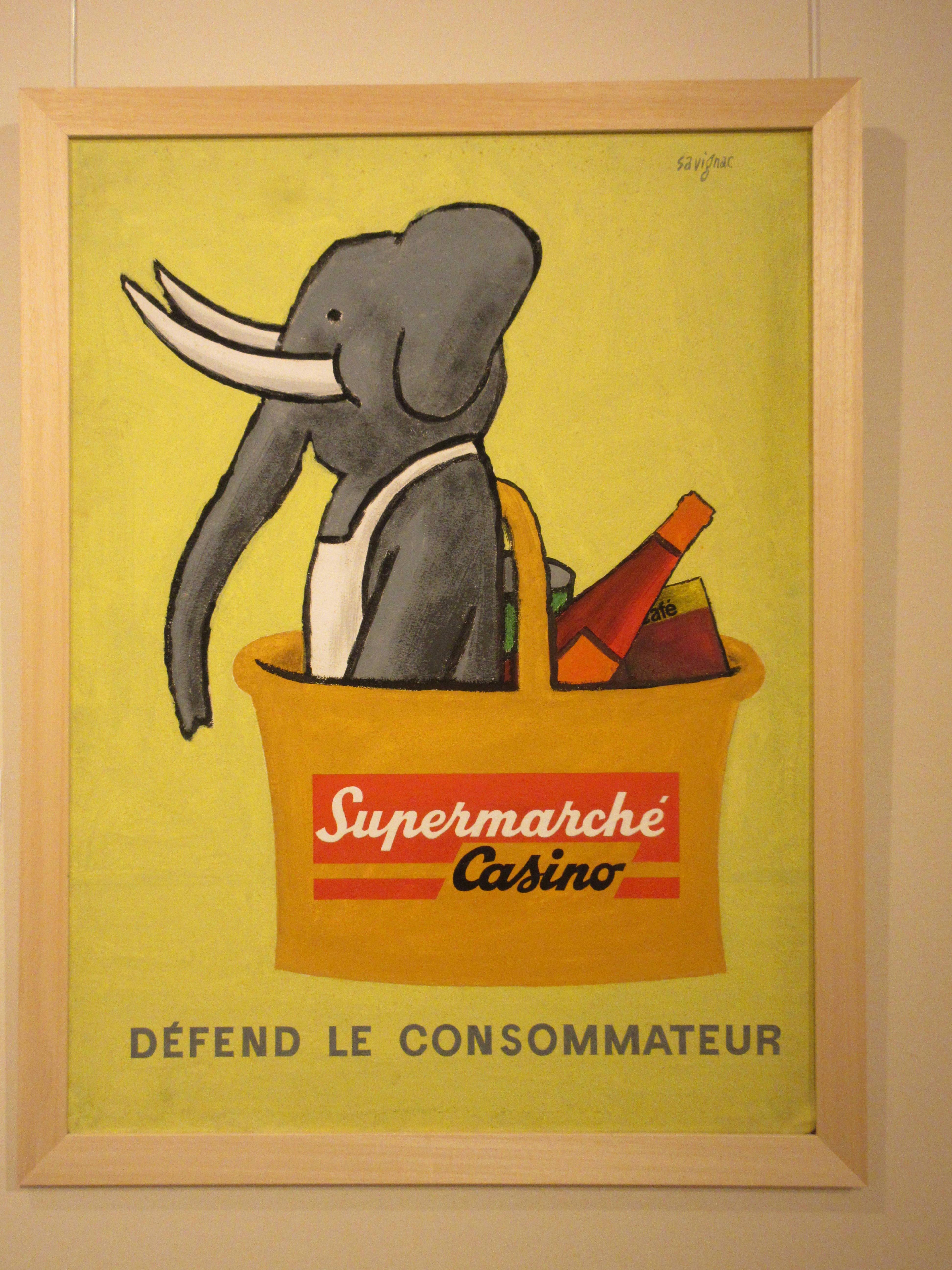
Le tout premier magasin sous enseigne Casino Supermarché ouvre à Grenoble en 1960.

Casino Supermarché est l'une des principales chaînes de supermarchés en France avec Intermarché Super (les Mousquetaires), Super U (Système U), Auchan Supermarché, Match (Groupe Louis Delhaize) ou Carrefour Market (Groupe Carrefour), dont les magasins sont répartis sur l'ensemble du territoire. Dirigée depuis mars 2016 par Tina Schuler, l'enseigne a enregistré en 2018 un chiffre d'affaires de 3 225 M€.
Dans les années 1950, alors qu'il dispose déjà d'un réseau développé de magasins de proximité, le groupe Casino étudie un nouveau concept de commerce de plus grande dimension : le supermarché. L'étude aboutit à l'ouverture en septembre 1957 d'un premier magasin de 235 m2 à Nice, sous l'enseigne Nica. Il s'agit d'un magasin totalement en libre-service proposant un assortiment élargi de produits alimentaires et non-alimentaires. Ce format est exploité par Édouard Leclerc dès la fin des années 1940 et plus tardivement par Carrefour en 1959.

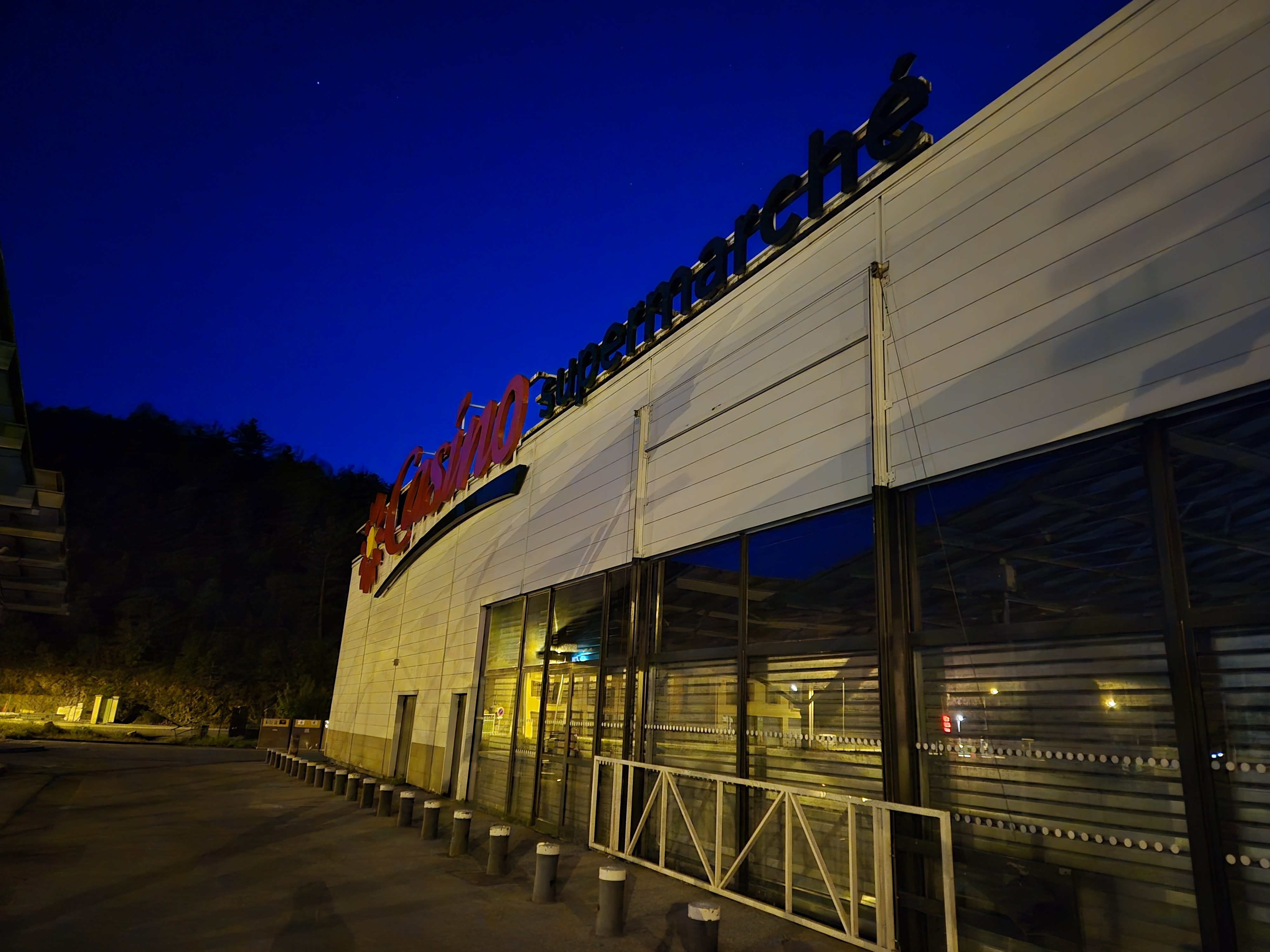
Façade d'un Supermarché Casino le soir de sa fermeture définitive le 29 avril 2024

Le premier magasin sous enseigne Casino Supermarché ouvre le 18 mai 1960 à Grenoble. Quelques mois après, quatre nouvelles grandes surfaces ouvrent à Nice, Saint-Étienne, Firminy et Lyon. Les deux premiers supermarchés de la région parisienne ouvrent en 1970 à Saint-Denis et Bagneux
.
Le 6 décembre 2018, Casino ouvre son premier supermarché de France ouvert nuit et jour à Lyon.

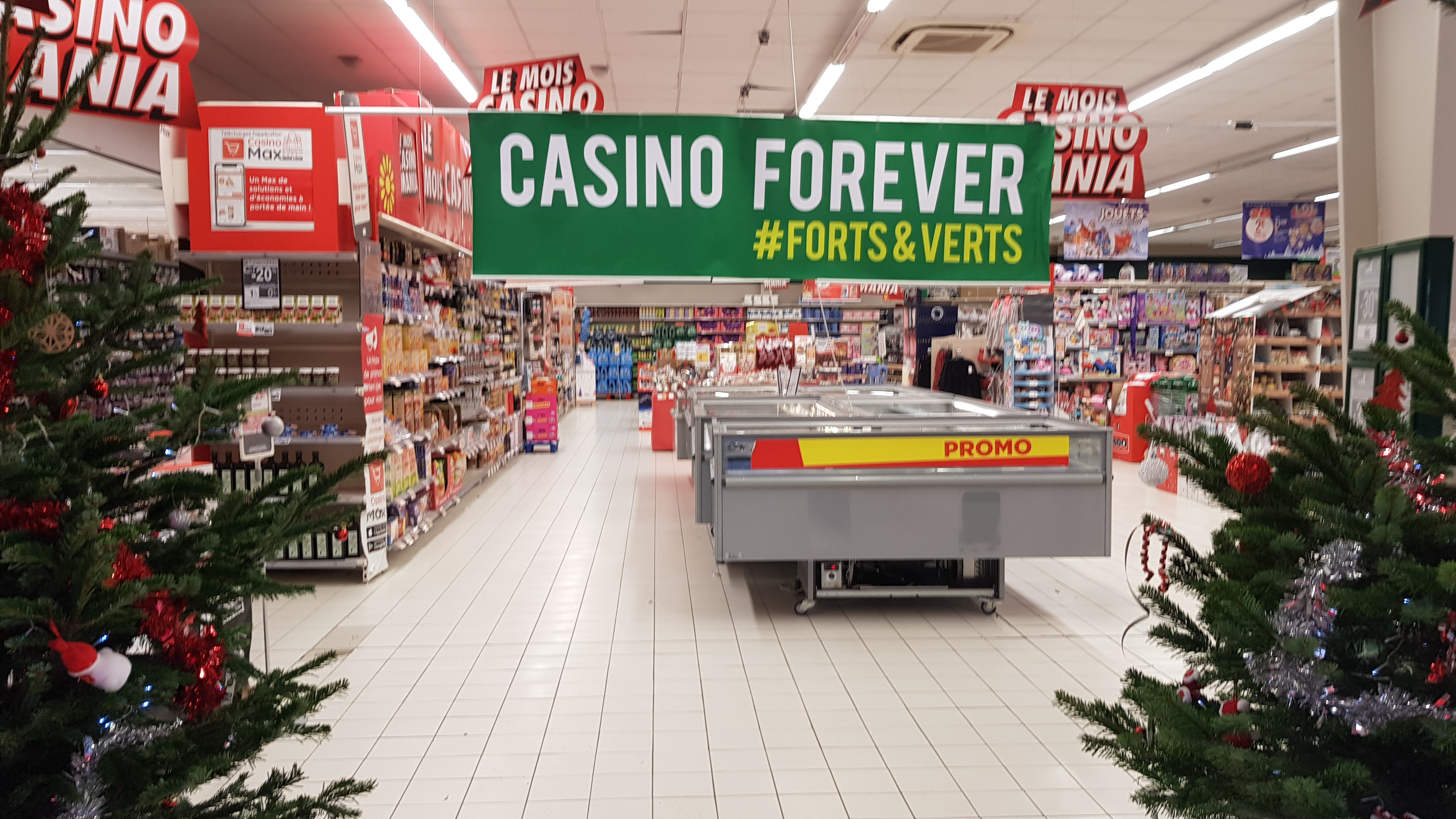
Intérieur d'un Supermarché Casino arborant une banderole avec le message "Forever" (#forts et verts)

On dénombre en 2018, 431 magasins implantés au cœur des villes ou en milieu rural, d'une superficie moyenne de 1 700 m2.
En 2022, Casino publie des résultats financiers désastreux. Au seul premier semestre 2023, ses pertes se sont élevées à 2,23 milliards d’euros, le trou dans la trésorerie atteint 2 milliards d’euros.
En 2023, Mercure International of Monaco a débuté un remplacement des enseignes Casino par Coopérative U au Congo-Brazzaville, au Gabon et au Sénégal .
Le Mardi 19 décembre 2023, "Tout est vendu, tout est soldé !", annonce Jean Pastor, le porte-parole des organisations syndicales Casino, 241 supermarchés sont vendus aux Mousquetaires et au groupe de la famille Mulliez.

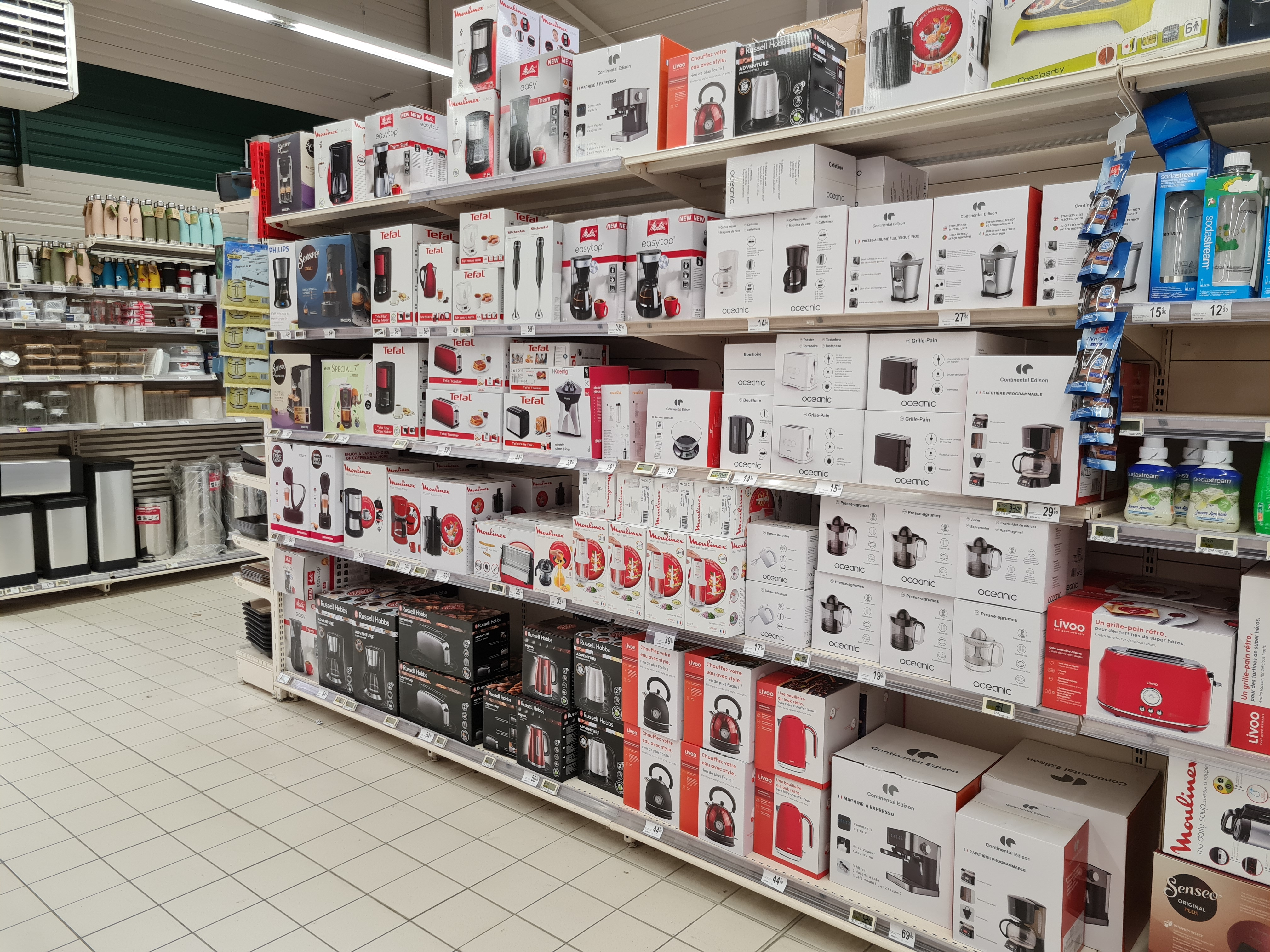
Gamme de produits proposés au rayon petits appareils électroménagers d'un Supermarché Casino

Pour des raisons financières, le groupe a fermé ou vendu tous ses supermarchés Casino de France à la concurrence entre juin 2023 et octobre 2024.

#### Leader Price
Leader Price est une enseigne de hard-discount française créée en 1990 par Jean Baud. Elle appartient au groupe Casino depuis septembre 1997. Son dirigeant est Julien Lagubeau, directeur général adjoint chargé des opérations du groupe Casino, depuis le 28 janvier 2020. Il a remplacé à la tête de l'enseigne Tina Schuler, directrice générale de Casino Supermarchés, de Géant Casino et de Casino Proximités.
En 1990, Jean Baud et Albert Baussan ouvrent le premier magasin maxidiscompte « Leader Price » à Paris, le nom de l'enseigne vient d'une marque alimentaire de produits premier prix.
Le 20 mars 2020, le groupe Casino annonce céder au hard discounter allemand Aldi un total de 567 magasins et 3 entrepôts en France métropolitaine pour un montant total de 735 millions d'euros. Casino reste néanmoins propriétaire de Leader Price.
Le 30 novembre 2020, le groupe Casino confirme la vente 554 magasins Leader price, sur un parc de 640 magasins, à ALDI.
En décembre 2022, Casino annonce vouloir relancer les 90 magasins restants, principalement en Normandie et dans les Hauts-de-France, sous l'enseigne LP en franchise. Parallèlement à cela, certains produits de marque Leader Price peuvent également être trouvés dans les supérettes de marque Casino (Le Petit Casino, Casino Shop, Franprix).
Dans ses résultats du premier semestre 2024, le groupe Casino annonce que les activités en franchise de Leader price en France font partie des activités abandonnées.

#### Casino Cafétéria

Logo de Casino Cafétéria

Casino Cafétéria est une enseigne de restaurants en libre-service française créée en 1967. En 2010, l'enseigne compte 2 400 salariés, pour plus de 20 millions de repas et environ 170 cafétérias répartis partout en France. Une partie de ces points de restauration ont depuis été transformé en restaurants À la bonne heure ou Coeur de Blé.

#### Casitalia
Casitalia était une enseigne de proximité appartenant à Casino. Il s'agissait d'une épicerie italienne.

#### Chez Jean
Chez Jean est une enseigne du groupe Casino, née de l’union entre Casino Proximité et le réseau de presse Relay, implantée en zone urbaine, gares et aéroports. La surface se situe entre 150 et 300 m2. L'enseigne propose des services de restauration, d'épicerie et de presse.

#### Éco Service

Logo d'Éco Service

Éco Service est une ancienne enseigne de hard-discount implantée en zone urbaine à petite superficie créée en 1990 par les Docks de France, puis acquis par Casino en 2000. L'enseigne se modernise fin 2004 et compte 115 unités dont 76 en franchise au 30 juin 2005. L'enseigne disparaît progressivement en 2009 au profit de Spar.

#### L'Express by Casino
L'Express by Casino est une enseigne en distribution automatique réfrigérée. Elle est implantée dans les stations services Esso.

#### Les Comptoirs Casino
Les Comptoirs Casino est une enseigne de restaurants en libre-service créée en novembre 2007. L'enseigne est basée sur le concept de restaurant mixte réunissant dans un seul restaurant des comptoirs avec plusieurs ambiances ainsi que différents types de restauration (cuisine française, spécialités étrangères, rôtisserie, desserts, etc.).
En janvier 2009, une déclinaison des Comptoirs Casino a été créée, appelée Comptoir Casino Express.
En janvier 2020, la dernière cafétéria Les Comptoirs Casino, située dans le centre commercial Centre Deux à Saint-Étienne ferme ses portes. Elle était la dernière à cette enseigne en dehors du réseau autoroutier.

#### Petit Casino 24

Logo de Petit Casino 24, « Jour et nuit à votre service ».

Petit Casino 24 est une enseigne du groupe Casino. Il s'agit d'un Petit Casino en distribution automatique et réfrigéré, ouvert 24 heures sur 24 et 7 jours sur 7 et situé sur des axes avec un fort trafic automobile. Le premier distributeur automatique Petit Casino 24 a été ouvert en 1988.
Le principe de fonctionnement est très simple : il suffit de suivre les indications mentionnées sur l'écran et de taper les codes correspondant aux produits choisis sur le clavier. Le robot vient se positionner au niveau du produit sélectionné, l'article tombe dans le panier et est ramené dans le compartiment prévu à cet effet pour être récupéré par le consommateur.

## Anciennes filiales

### Vindémia (France)
Vindémia est une entreprise de grande distribution de l'île de La Réunion. Société par actions simplifiée fondée le 5 février 1991, elle a été rachetée par le groupe Casino au groupe Bourbon en 2005. Elle est active à La Réunion, à Madagascar, à Maurice et à Mayotte et constitue ce faisant le principal distributeur de la région océan Indien, où elle opère sous ses propres enseignes Score, Jumbo Score et Agora. Le groupe Casino cède l'ensemble de l'entreprise au groupe martiniquais Bernard Hayot  en 2020.

### FLOA Bank (anciennement Banque Casino)
Floa Bank est la banque du groupe Casino, créée en 2001 sous le nom Banque Casino, dans le but de commercialiser les cartes de paiement privatives et les crédits des hypermarchés Casino, dans un premier temps, puis des supermarchés Casino et de Cdiscount. En octobre 2020, Banque Casino change de nom pour adopter la marque Floa Bank.
En juillet 2021, Floa Bank est vendue à BNP Paribas pour 258 millions d'euros.

### GreenYellow
GreenYellow est un fournisseur et producteur d'électricité français. Fondée en 2007 et dirigée par l'un de ses fondateurs, l'homme d'affaires Otmane Hajji, GreenYellow est une filiale du groupe Casino. Son siège social est à Saint-Étienne.
Initialement producteur et fournisseur pour les entreprises, GreenYellow devient également en juin 2017 un fournisseur d'électricité aux particuliers.
En 2018, le groupe Casino ouvre le capital de sa filiale aux fonds Bpifrance et Tikehau Capital pour 150 millions d'euros. Les deux entreprises récupèrent 24 % du capital. GreenYellow annonce cette même année un chiffre d'affaires de 300 millions d'euros.

## Anciens actionnariats

### Big C (Thaïlande et Viêt Nam)
Le groupe a acheté des actions dans le groupe thaïlandais Big C en 1997. En février 2016, le groupe Casino annonce la vente de sa participation de 59 % dans Big C pour 3,1 milliards d'euros.

### Groupe Éxito
Le groupe a acheté des actions dans le groupe colombien Éxito en 1999. Il en prend le contrôle en 2007. En septembre 2019, Casino déclare vouloir céder la totalité des actions qu'il détient dans le groupe Éxito lors d'une OPA du groupe GPA, dont Casino est lui-même actionnaire de référence. Il ne s'agit donc pas d'un désengagement, mais d'une simplification de la structure capitalistique des filiales latino-américaines du groupe Casino. Cette opération est finalisée en novembre 2019. En octobre 2023, GPA et le groupe Casino cèdent leur filiale colombienne Éxito au Salvadorien Calleja,.